# Translacijska istraživanja u biomedicini
Translacijska istraživanja u biomedicini (TRIBE) je poslijediplomski sveučilišni doktorski studij Medicinskog fakulteta u Splitu. TRIBE je prvi doktorski studij na Sveučilištu u Splitu na kojem se studenti educiraju za znanstveno-istraživački rad u području Biomedicine i zdravstva, polje Temeljne medicinske znanosti. Kroz sve oblike nastave i vannastavne aktivnosti provlači se koncept translacijskih istraživanja. Temeljno načelo studija TRIBE je interdisciplinarnost i stoga se na studij mogu upisati studenti koji su prethodno završili studij iz područja biomedicine i zdravstva, društvenih, prirodnih i biotehničkih znanosti i pripadajućih znanstvenih polja. Završetkom studija studenti stječu akademski stupanj doktor znanosti (dr. sc.). Od studenata se od prvog dana studija očekuje intenzivan rad na istraživanju u okviru doktorskoga rada i stoga se upis na studij obavlja tek nakon dogovora o temi doktorske disertacije.

## Povijest
Studij TRIBE osnovan je u akademskoj godini 2010/2011. 

## Obvezni predmeti
Obvezni predmeti studija TRIBE su:

- Etika u istraživanjima
- Izrada plana istraživanja
- Komunikacijske i prezentacijske vještine
- Opća biostatistika
- Organizacija i sigurnost laboratorijskog rada
- Pisanje znanstvenih projekata
- Pisanje znanstvenog članka
- Poduzetništvo i transfer tehnologije
- Pokusne životinje i životinjski modeli
- Pretraživanje medicinskih informacija
- Procjena vrijednosti znanstvenog članka
- Uvod u znanstveni rad
- Vještine potrebne znanstveniku

## Izborni predmeti
Izborni predmeti studija TRIBE su:

- Avanture osjeta boli u mozgu
- Cochrane knjižnica i dokazi u medicini
- Dijagnostika genskih i kromosomskih poremećaja
- Genetička statistika i genomske baze podataka
- Gledanje nevidljivoga
- Kako napraviti vlastiti organ
- Metode izolacije bioaktivnih spojeva
- Metode molekularne i stanične biologije
- Plasticitet neurokemijskog fenotipa
- Razvoj spinalnih ganglija čovjeka
- Translacijska istraživanja slušanja i govora
- Zagonetka boli

## Voditelji studija
Voditelj studija TRIBE je prof. dr. sc. Damir Sapunar, redoviti profesor i voditelj Laboratorija za istraživanje boli Medicinskog fakulteta u Splitu. Zamjenica voditelja studija TRIBE je prof. dr. sc. Livia Puljak, redovita profesorica na Hrvatskom katoličkom sveučilištu.